# Band FM Rondonópolis
Band FM Rondonópolis é uma emissora de rádio brasileira localizada em Pedra Preta porém sediada em Rondonópolis, no interior do estado de Mato Grosso. Pertence ao Grupo PHD Publicidade, dos empresários Priscila Hauer e Fábio Defanti e é afiliada à Band FM. A emissora opera na frequência 99.3 MHz no dial FM. 

## História
A emissora iniciou suas atividades em meados de 2009, como Mega 99 FM. A Mega FM é uma rede liderada pela família Brunini, onde os afiliados apenas usam a marca, as vinhetas e conteúdo feito pela geradora Mega 95 FM, em Cuiabá. A concessão é originada de Pedra Preta, mas seus primeiros estúdios se situaram na Rua Mato Grosso, no bairro Aeroporto, em Rondonópolis.
Das emissoras de rádio em Rondonópolis, a Mega 99 FM se destacou como a emissora que teve mais promoções na cidade, sorteio de kits, ingressos para cinema e promovendo shows de grandes artistas. A mesma contou com os seguintes locutores: Edu Negriny, Edinho Vobeto, Vanessa Ramos e Cinthia Souza (que estão atualmente na 105 FM), além dos profissionais Victor Santos e Carlos Eduardo Vanzelli (atualmente estão na 104 FM), entre outros.
A emissora já transmitiu jogos da Copa do Brasil em 2012 e 2013. Em 2017, a cidade teve mais uma opção em conteúdo esportivo, a emissora lançou o programa Mega Esportes e as transmissões esportivas, que focava o esporte local e nacional, contando com uma equipe bem conhecida do rádio: Anselmo Oliveira (narrador), Mauro Farias (comentarista), Marlon Viana (repórter) e Martinelli (plantão esportivo). Atualmente a equipe esportiva está na Rádio 105 FM.
Em abril de 2018, um forte temporal atingiu o sistema irradiante da emissora, que ficou fora do ar por horas. Diversos ouvintes perguntaram a emissora o motivo da frequência estar fora do ar.
Em dezembro de 2019, os funcionários e locutores foram dispensados e a emissora encerrou as atividades, após a aquisição da frequência pelo Grupo PHD Publicidade, com isso a emissora passou a ter a direção de Priscila Hauer, que comanda todas as rádios do grupo. A emissora ficou em vitrolão até o ano seguinte.
Em janeiro de 2020, o grupo lança a Coração FM, uma rádio de gênero sertanejo onde o foco era 24 horas apenas de músicas, intercalados por vinhetas cantadas.
Depois de 6 meses no ar e com baixos índices de audiência, inclusive em meio a pandemia que atingiu o país, o grupo decide se afiliar á Band FM, a parceria com o Grupo Bandeirantes já era forte em Cuiabá com a afiliada da Nativa FM, do mesmo grupo. Antes da divulgação em sites, já no inicio do mês de julho, outdoors já anunciavam a chegada da rede na cidade.
Com isso, a estreia foi confirmada para dia 3 de agosto, contando inclusive com grandes prêmios para os ouvintes, em sua programação local.

## Programas Locais
- Manhã Show - Segunda á Sexta 8h ás 10h  - Sábado 8h ás  11h
- Tarde Band -  Segunda aícius  Sexta 12h ás 16h

## Comunicadores
- Vinícius Gabriel